# Fennimore and Gerda

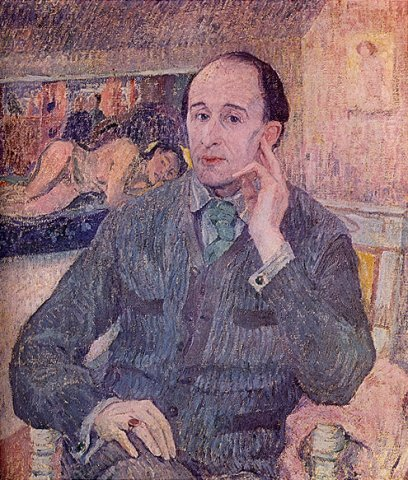
Portrait de Frederick Delius, auteur du livret et de la musique.

Fennimore and Gerda (deux épisodes de la vie de Niels Lyhne) est un opéra en onze tableaux de Frederick Delius sur un livret en allemand du compositeur d'après le roman Niels Lyhne de l'écrivain danois Jens Peter Jacobsen. Composé en 1908-09, il est créé le 21 octobre 1919 à l'OpernHaus de Francfort-sur-le-Main sous la direction de Gustav Brecher.

## Rôles
- Le consul Claudius basse
- Fennimore, leur fille mezzo-soprano
- Gerda soprano
- Niels Lyhne cousin de Claudius baryton
- Erik Refstrup, cousin de Claudius ténor
- La femme du consul
- Un sportif
- Un conseiller municipal
- Un précepteur
- Un fabricant de liqueurs
- Un docteur
- Un conseiller maigrichon
- Ingrid, Lila, Marit, jeunes filles
- Servantes, garçons de ferme.

## Argument
L'écrivain Niels Lyhne et le peintre Erik Refstrup sont tous deux amoureux de la cousine de Niels, Fennimore. Elle décide de se marier avec Erik, mais le penchant de son mari pour la boisson rend la vie conjugale difficile. Elle a une liaison avec Niels, mais Erik meurt dans un accident. Rongée par la culpabilité elle décide de rompre avec Niels. Il voyage beaucoup, finit par s'installer et épouse la fille de son voisin Gerda.

## Instrumentation
- Un piccolo, deux flûtes, un cor anglais, trois clarinettes (la, si bémol), un hautbois basse, une clarinette basse, trois bassons, un contrebasson, quatre cors, trois trombones, trois trompettes, un tuba, un glockenspiel, triangle, cymbales, timbales, deux harpes, cordes.